# لیگ دسته اول فوتبال اروگوئه
لیگ دسته اول فوتبال اروگوئه (انگلیسی: First Division Professional League، اسپانیایی: Uruguayan Primera División‎) بالاترین سطح مسابقات فوتبال در کشور اروگوئه است.
این لیگ که در سال ۱۹۰۰ میلادی تأسیس شده، باشگاه فوتبال پنیارول با ۵۲ قهرمانی پرافتخارترین تیم در این مسابقات محسوب می‌شود.

## قهرمانی بر پایه تعداد
| باشگاه               | قهرمانی | نایب قهرمانی | سال‌های قهرمانی |
| -------------------- | ------- | ------------ | --- |
| CURCC / پنیارول      | ۵۲      | ۴۲           | ۱۹۰۰، ۱۹۰۱، ۱۹۰۵، ۱۹۰۷، ۱۹۱۱، ۱۹۱۸، ۱۹۲۱، ۱۹۲۸، ۱۹۲۹، ۱۹۳۲، ۱۹۳۵، ۱۹۳۶، ۱۹۳۷، ۱۹۳۸، ۱۹۴۴، ۱۹۴۵، ۱۹۴۹، ۱۹۵۱، ۱۹۵۳، ۱۹۵۴، ۱۹۵۸، ۱۹۵۹، ۱۹۶۰، ۱۹۶۱، ۱۹۶۲، ۱۹۶۴، ۱۹۶۵، ۱۹۶۷، ۱۹۶۸، ۱۹۷۳، ۱۹۷۴، ۱۹۷۵، ۱۹۷۸، ۱۹۷۹، ۱۹۸۱، ۱۹۸۲، ۱۹۸۵، ۱۹۸۶، ۱۹۹۳، ۱۹۹۴، ۱۹۹۵، ۱۹۹۶، ۱۹۹۷، ۱۹۹۹، ۲۰۰۳، ۲۰۰۹–۱۰، ۲۰۱۲–۱۳، ۲۰۱۵–۱۶، ۲۰۱۷، ۲۰۱۸، ۲۰۲۱، ۲۰۲۴ |
| ناسیونال             | ۴۹      | ۴۶           | ۱۹۰۲، ۱۹۰۳، ۱۹۱۲، ۱۹۱۵، ۱۹۱۶، ۱۹۱۷، ۱۹۱۹، ۱۹۲۰، ۱۹۲۲، ۱۹۲۳، ۱۹۲۴، ۱۹۳۳، ۱۹۳۴، ۱۹۳۹، ۱۹۴۰، ۱۹۴۱، ۱۹۴۲، ۱۹۴۳، ۱۹۴۶، ۱۹۴۷، ۱۹۵۰، ۱۹۵۲، ۱۹۵۵، ۱۹۵۶، ۱۹۵۷، ۱۹۶۳، ۱۹۶۶، ۱۹۶۹، ۱۹۷۰، ۱۹۷۱، ۱۹۷۲، ۱۹۷۷، ۱۹۸۰، ۱۹۸۳، ۱۹۹۲، ۱۹۹۸، ۲۰۰۰، ۲۰۰۱، ۲۰۰۲، ۲۰۰۵، ۲۰۰۵–۰۶، ۲۰۰۸–۰۹، ۲۰۱۰–۱۱، ۲۰۱۱–۱۲، ۲۰۱۴–۱۵، ۲۰۱۶، ۲۰۱۹، ۲۰۲۰، ۲۰۲۲             |
| دفنسور               | ۴       | ۹            | ۱۹۷۶، ۱۹۸۷، ۱۹۹۱، ۲۰۰۷–۰۸ |
| دانوبیو              | ۴       | ۳            | ۱۹۸۸، ۲۰۰۴، ۲۰۰۶–۰۷، ۲۰۱۳–۱۴ |
| River Plate FC       | ۴       | ۰            | ۱۹۰۸، ۱۹۱۰، ۱۹۱۳، ۱۹۱۴ |
| مونته‌ویدئو واندررز   | ۳       | ۸            | ۱۹۰۶، ۱۹۰۹، ۱۹۳۱ |
| رامپلا جونیورز       | ۱       | ۵            | ۱۹۲۷ |
| Bella Vista          | ۱       | ۱            | ۱۹۰۰ |
| لیورپول (مونته‌ویدئو) | ۱       | ۱            | ۲۰۲۳ |
| Central Español      | ۱       | ۰            | ۱۹۸۴ |
| Progreso             | ۱       | ۰            | ۱۹۸۹ |

## توضیحات
1. 1 2  With Peñarol being recognised as a CURCC's continuity by FIFA[۱] and CONMEBOL,[۲] the club included the championships won by CURCC in its own honours. Apart from the 49 AUF titles, the club also won the 1924 and 1926 titles of championships organized by dissident bodies "Federación Uruguaya" and "Consejo Provisorio" respectively. Although some claim, those titles have not been recognized by AUF,[۳] Celestino Mibelli AUF's General Manager in 1938, send a note at the request of Peñarol´s President all official champions since 1900, the list included the dissident bodies champions too.[۴]